# Réflexions sur la monarchie universelle en Europe
Les Réflexions sur la monarchie universelle en Europe sont une œuvre de Montesquieu composée en 1734, imprimée à Amsterdam et dont tous les exemplaires sont détruits par leur auteur, à l'exception d'un seul, annoté de sa main et aujourd’hui conservé à la bibliothèque municipale de Bordeaux.

## Résumé
En un texte bref, divisé en vingt-cinq courts chapitres, sur une trentaine de pages, Montesquieu examine, en opposant le présent au passé, les candidats à la succession de l'hégémonie (monarchie universelle) mise en place par les Romains et les causes de l'échec de ces tentatives. Sont passées en revue les expériences tartare, turque, espagnole et française, cette dernière incarnée par Louis XIV.
Montesquieu souligne que la guerre, ruineuse, n'est pas la solution de la conquête. C'est par sa richesse qu'une nation s'impose plutôt, à condition qu'il ne s'agisse pas, comme dans le cas de l'Espagne, de richesses « vaines » : « Il n'y a personne qui ne sache que l'or et l'argent ne sont qu'une richesse de fiction ou de signe » écrit l'auteur, hanté par le souvenir de la faillite de Law.
L'Europe est au cœur des préoccupations de Montesquieu. Elle lui apparait comme « les membres d'une grande république », « une nation composée de plusieurs » dont le commerce est source de prospérité, par la circulation des marchandises, des hommes et des idées. Au total, le morcellement politique de l'Europe est plus favorable à la liberté politique que les grands espaces des empires qui appellent le despotisme.

## Analyse
Le thème de la monarchie universelle est un mythe politique ancien, remontant à l'Orient byzantin, selon lequel un seul monarque devrait réunir sous son autorité l'héritage de Rome et celui de toutes les monarchies chrétiennes. Ce thème trouve des incarnations successives dans les figures de Constantin, Charlemagne, Charles-Quint.
Dante en esquisse la théorie au début du XIVe siècle. Mais Érasme en fait la critique, en exprimant des réserves sur l’opportunité de ressusciter dans sa grandeur l’Empire romain,.
Le rêve d'un monarque unissant l'Europe et s'appuyant sur l'Église est aussi analysé, à l'époque de Louis XIV, comme la prétention d'un despote hégémonique. De nombreux libelles circulent dans ce sens au moment de la guerre de Dévolution opposant militairement la France et l'Espagne entre 1667 et 1668. Ils mettent tous en cause la volonté impériale de Louis XIV. Ainsi ceux du Franc-Comtois François-Paul de Lisola (Bouclier d’État et de Justice contre le dessein manifestement découvert de la Monarchie Universelle, 1667), du mousquetaire Courtilz de Sandras (Nouveaux intérêts des princes de l’Europe où l’on traite des maximes qu’ils doivent observer pour se maintenir dans leurs États et pour empêcher qu’il ne se forme une Monarchie Universelle (1685) ou de l'historien protestant italien Gregorio Leti (Louis XIV, La Monarchie Universelle, 1689). S'y ajoutent des pamphlets anonymes : Histoire secrète des moyens injustes et perfides dont Louis XIV s’est servi pour parvenir à la monarchie universelle, Oraison funèbre de Très-haute, Très-excellente et Très-puissante princesse Monarchie Universelle (1705). Nombre de ces publications figurent dans la bibliothèque de Montesquieu.
Le texte de Montesquieu reprend et renouvelle ce topos. Il dénonce le rêve absurde et ruineux d'un empire guerrier impérial, préférant l'analyse réaliste d'un monde commerçant sous le signe de la prospérité et non plus de guerres destructrices où les puissances se neutralisent par l'évolution de l'art militaire. Selon l'analyse de l'historien Pierre Bonnet, Montesquieu énonce « deux lois pour expliquer respectivement ces deux données nouvelles : une loi historique et géopolitique d’interdépendance des États et une loi spatiale et cinétique, si l’on peut dire, de dissuasion des États ».

## Retrait de l'édition
Lorsqu'il rédige son texte, en même temps que les Considérations sur les causes de la grandeur des Romains et de leur décadence et en complément de celles-ci, Montesquieu prend la précaution de consulter le père jésuite Castel, Mme du Tencin et même le directeur de la Librairie royale. Sans doute inquiet de voir mal interprétés des propos qui pourraient être considérés comme trop critiques à l'égard de la monarchie, il fait retirer tous les exemplaires édités à Amsterdam chez Jacques Desbordes — l'éditeur des Considérations… — et les fait détruire à l'exception d'un seul qu'il conserve avec le manuscrit, et qu'il annote. Il réutilise tout de même des fragments de son texte dans l'Esprit des lois, écrit ultérieurement.
Après avoir été prêté à Honorât Laîné, puis à Aimé Martin, l'exemplaire est vendu par les héritiers de ce dernier à M. Téchener. Il reste dans la bibliothèque de ce libraire de 1847 à 1886. Le livre disparait donc de 1818 à 1886, date à laquelle il est acquis (en janvier 1886), par l’intermédiaire de Duthu, libraire à Bordeaux, à la vente de Téchener, et est conservé ensuite au château de La Brède. En 1994, il figure dans la dation faite à la bibliothèque de Bordeaux par la comtesse de Chabannes, dernière descendante directe de Montesquieu.

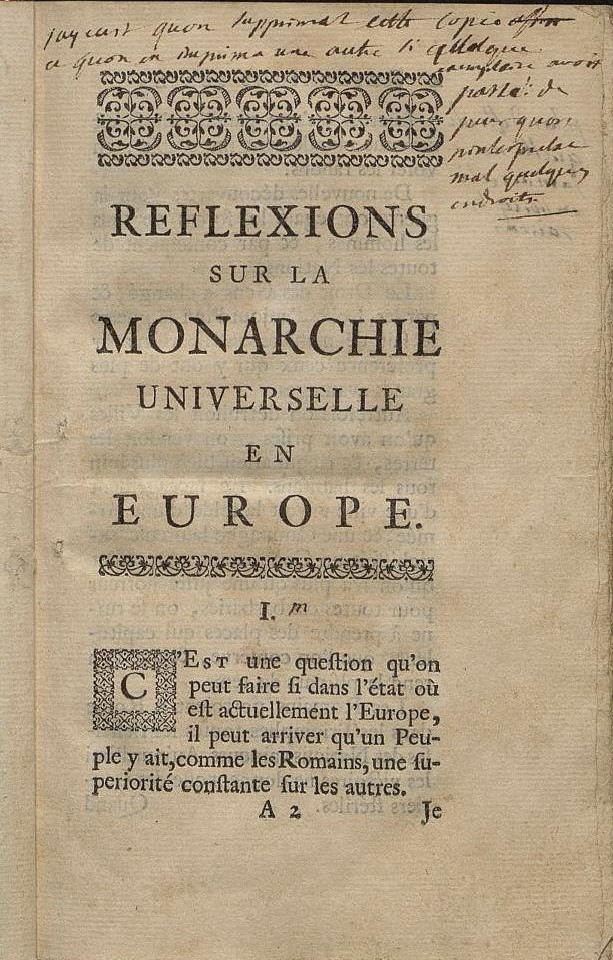
Premier feuillet.

Dans cet unique exemplaire des Réflexions sur la Monarchie universelle conservé à la bibliothèque municipale, le nom du Président, sous le titre, est écrit de la main d'Honorât Laîné, frère du ministre de Louis XVIII. Montesquieu lui-même avait écrit sur le faux-titre : « Ceci a été imprimé sur une mauvaise copie ; je le fais réimprimer sur une autre, selon les corrections que j’ai faites ici ».
Sur le premier feuillet, Montesquieu avait ajouté : « J’ai écrit qu’on supprimât cette copie et qu’on en imprimât une autre, si quelque exemplaire avait passé, de peur qu’on interprétât mal quelques endroits. »
D'autres mentions manuscrites dans l'ouvrage indiquent que les passages correspondants ont été repris dans l'Esprit des Lois.

## Citations
La mention : (chap. x) chapitre renvoie à l'édition : « Montesquieu, Deux opuscules de Montesquieu (publiés par le Baron de Montesquieu), Bordeaux, Gounouilhou, 1891 (lire en ligne) ». La mention : p. x renvoie à l'exemplaire original numérisé sur Séléné et conservé à la Bibliothèque municipale de Bordeaux, qui comporte les annotations de Montesquieu.
- « L’Europe n’est plus qu’une nation composée de plusieurs ; la France et l’Angleterre ont besoin de l’opulence de la Pologne & de la Moscovie, comme une de leurs provinces a besoin des autres et l’Etat qui croit augmenter sa puissance par la ruine de celui qui le touche s’affaiblit ordinairement avec lui. » (Réflexions sur la Monarchie universelle en Europe » — chapitre XVIII (Wikisource, p. 36, Séléné, p. 36) —. Cette citation est souvent reprise dans des articles de presse ou des sites évoquant l'Europe[22],[23].
- « C’est une question qu’on peut faire si, dans l’état où est actuellement l’Europe, il peut arriver qu’un Peuple y ait, comme les Romains, une supériorité constante sur les autres. » (chap. I, p. 3).
- « aujourd’hui que les Peuples tous policés sont, pour ainsi dire, les Membres d’une grande République, ce sont les richesses qui font la puissance, n’y ayant point aujourd’hui de Nation qui ait des avantages qu’une plus riche ne puisse presque toujours avoir. » (chap. II, p. 8).
- « Si l'on se rappelle les Histoires, on verra que ce ne sont point les guerres qui depuis quatre cents ans ont fait en Europe les grands changements ; mais les Mariages, les Successions, les Traités, les Édits ; enfin, c’est par des dispositions civiles que l'Europe change & a changé. » (chap. III, p. 8).
- « Un grand Empire suppose nécessairement une autorité despotique dans celui qui le gouverne. » (chap. VII, p. 13).
- « Il n’y a personne qui ne sache que l’or & l’argent ne sont qu’une Richesse de fiction ou de signe. Comme ces signes sont très durables & se détruisent peu, comme il convient à leur nature, il arrive que plus ils se multiplient, plus ils perdent de leur prix parce qu’ils représentent moins de choses. » (chap.XVII , p. 28).
- « Les Rois d’Orient sont riches parce que leur dépense n’augmente jamais, & elle n’augmente jamais parce qu’ils ne font point des choses nouvelles, ou s’ils en font, ils les préparent de loin ; lenteur admirable qui fait la promptitude dans l’exécution : ainsi le mal passe vite & le bien dure long-tems, ils croyent avoir beaucoup fait en maintenant ce qui a été fait, ils dépensent en projets dont ils voyent la fin, & rien en projets commencés : enfin ceux qui gouvernent l’Etat ne le tourmentent pas, parce qu’ils ne se tourmentent pas eux-mêmes. » (chap.XXV, p. 44).

## Éditions
- Exemplaire original et unique, conservé à la bibliothèque municipale de Bordeaux (en ligne sur Séléné).
- Montesquieu, Deux opuscules de Montesquieu (publiés par le Baron de Montesquieu), Bordeaux, Gounouilhou, 1891 (lire en ligne).
- Réflexions sur la monarchie universelle en Europe. (Introduction et notes par Michel Porret), Genève, Droz, 2000, 128 p.
- Montesquieu, Considérations sur les causes de la grandeur des Romains et de leur décadence ; Réflexions sur la monarchie universelle en Europe, Oxford (Royaume-Uni), Voltaire Foundation : Œuvres complètes de Montesquieu ; 2 [12], 2000.
- Considérations sur les causes de la grandeur des Romains et de leur décadence - Réflexions sur la monarchie universelle en Europe (édition de Catherine Volpilhac-Auger avec la collaboration de Catherine Larrère), Folio classique - Gallimard, 2008 (ISBN 9782070400966), p. 249-282.